# Monarcha Nowej Zelandii
Monarcha Nowej Zelandii − tytuł głowy państwa Nowej Zelandii, którą obecnie jest król Karol III. Nowa Zelandia jest jednym z królestw Wspólnoty Narodów (Commonwealth Realm), które jest związane unią personalną z Wielką Brytanią.

## Tytulatura
Tytulatura Karola III jako króla Nowej Zelandii:
- Charles III, By the Grace of God, King of New Zealand and His other Realms and Territories, Head of the Commonwealth, Defender of the Faith
- Karol III, Z Bożej łaski król Nowej Zelandii i jego innych Królestw i Terytoriów, głowa Wspólnoty Narodów, Obrońca Wiary

Królestwo Nowej Zelandii obejmuje wyspy Nowej Zelandii, Tokelau, Dependencję Rossa oraz samorządne Wyspy Cooka i Niue.
Zastępcą króla w Nowej Zelandii jest gubernator generalny, którego kadencja trwa 5 lat.

## Poparcie dla monarchii
Sondaż Lord Ashcroft Polls z marca 2023 roku wykazał, że 44% badanych chciałoby utrzymać monarchię, podczas gdy 34% opowiada się za republiką. Pozostali ankietowani stwierdzili, że nie wiedzą lub nie zagłosują w tej kwestii.

## Monarchowie Nowej Zelandii
| # | Imię                     |             | Lata życia                        | Lata życia                         | Czas rządów      | Czas rządów               | Rodzice                                                                     |
| # | Imię                     | Urodzony/na | Zmarł/a                           | Od                                 | Do               |                           | Rodzice                                                                     |
| - | ------------------------ | ----------- | --------------------------------- | ---------------------------------- | ---------------- | ------------------------- | --------------------------------------------------------------------------- |
| 1 | Wiktoria Victoria        |             | 24 maja 1819 Kensington           | 22 stycznia 1901 wyspa Wight       | 21 maja 1840     | 22 stycznia 1901          | Edward August Hanowerski, książę Kentu Wiktoria z Saksonii-Coburga-Saalfeld |
| 2 | Edward VII               |             | 9 listopada 1841 Buckingham       | 6 maja 1910 Buckingham             | 22 stycznia 1901 | 6 maja 1910               | Albert z Saksonii-Coburga-Gotha Wiktoria Hanowerska                         |
| 3 | Jerzy V George V         |             | 3 czerwca 1865 Londyn             | 20 stycznia 1936 Sandringham House | 6 maja 1910      | 20 stycznia 1936          | Edward VII Koburg Aleksandra Duńska                                         |
| 4 | Edward VIII              |             | 23 czerwca 1894 Richmond          | 28 maja 1972 Paryż                 | 20 stycznia 1936 | 11 grudnia 1936 abdykował | Jerzy V Windsor Maria Teck                                                  |
| 5 | Jerzy VI George VI       |             | 14 grudnia 1895 Sandringham House | 6 lutego 1952 Sandringham House    | 11 grudnia 1936  | 6 lutego 1952             | Jerzy V Windsor Maria Teck                                                  |
| 6 | Elżbieta II Elizabeth II |             | 21 kwietnia 1926 Londyn           | 8 września 2022 Balmoral           | 6 lutego 1952    | 8 września 2022           | Jerzy VI Windsor Elżbieta Bowes-Lyon                                        |
| 7 | Karol III Charles III    |             | 14 listopada 1948 Londyn          | ---                                | 8 września 2022  | teraz                     | Filip Mountbatten Elżbieta II Windsor                                       |